# Samsung Galaxy Note Edge
Samsung Galaxy Note Edge — Смартфон южнокорейской
международной компании, производителя электроники и бытовой техники: Samsung
Electronics.
Официально Samsung Galaxy Note Edge анонсирован: 3 сентября 2014 года, на
международной выставке бытовой электроники IFA проходившей в
Берлине на мероприятии "Samsung Unpacked 2014 Episode 2".

## Дизайн
Корпус Note Edge изготовлен из поликарбоната, рамка телефона и
боковые грани устройства изготовлены из алюминия. Задняя крышка имеет текстуру
под кожу, как и у Note 4. Samsung Galaxy Note Edge получил плоский  5,6-дюймовый (из-за изогнутого дисплея диагональ уменьшена на 0,1 дюйма)
Super AMOLED  дисплей изогнутый на одну сторону, с разрешением Quad HD (2560×1440),
отличием от Note 4 является изогнутый дисплей, разрешение которого составляет 2560×1600.

## Основные характеристики
Samsung Galaxy Note Edge имеет 16-мегапиксельную (5312×2988) основную камеру,
такую же как на Note 4, с интеллектуальной системой стабилизации изображения Smart OIS,
комбинирующей оптическую стабилизацию с цифровой для ускорения процесса фотосъёмки. Smart
OIS позволяет избежать смазанности снимков даже в условиях сильной тряски,
а также удлинить экспозицию в условиях низкой освещенности. Может снимать видео
с разрешением Ultra HD (3840×2160) 30 кадров в секунду. Двойная светодиодная
вспышка, автофокус, запись видео 4К, сенсор BSI. И 3,7-мегапиксельной
фронтальной камерой. Может снимать видео с разрешением  WQHD (2560 ×
1440). Модуль имеет апертуру f/1.9, а угол обзора составляет 90° в
нормальном режиме и 120° при широкоугольной съёмке. Интерфейс камеры
аналогичен Note 4. Есть три новых режима камеры, предназначенные
 специально для снимков selfie. 
Смартфон оснащён аккумулятором ёмкостью 3000 мА·ч (ёмкость уменьшена на 220 мА·ч по сравнению с Note 4.)
Благодаря технологии Fast Charging, зарядка устройства с 0 до 50%
происходит за 30 минут. А режим
максимального энергосбережения (Ultra Power Saving Mode) гарантирует
пользователю, что он не останется без связи тогда, когда он больше всего в ней
нуждается. Смартфон также оснащен несколькими микрофонами и
улучшенным динамиком для лучшей слышимости и шумоподавления при разговоре в
громкой окружающей обстановке. Встроенный диктофон предлагает восемь различных
меток для голосового ввода, а также даёт возможность выделить голос избранных
собеседников в групповой беседе, изолировав их от остальных.
У Note Edge так же есть перо S-pen, как и у Note 4, и обладает теми же функциями.
Главное отличие от Note 4 является изогнутый на одну сторону дисплей, на который
можно выводить сообщения, погоду, новостные тикеры. Можно вызывать разные приложения,
например: калькулятор и т.п
Note Edge имеет Bluetooth 4.1, NFC, Wi-Fi 802.11 a/b/g/n/ac (2X2 MIMO).
Работает смартфон на операционной системе Android. Версия 4.4.4 KitKat с
фирменным пользовательским интерфейсом TouchWiz.